# Classificação por pontos no Tour de France
A classificação por pontos ao Tour de France foi instaurada em 1953, sendo uma das classificações secundárias do Tour de France. É uma classificação que não tem em conta o tempo, senão o lugar de chegada a meta.

## História
Após os escândalos acontecidos durante o Tour de France de 1904, as normas pelo 1905 mudaram: o vencedor final não se determinava em função do tempo, senão por um sistema de pontos. Os ciclistas recebiam pontos em função a sua classificação na etapa, e o que conseguia menos era o líder da volta. Em 1912 voltou-se ao sistema de contabilizar o tempo, ainda vigente na actualidade.
Em 1953, coincidindo com o cinquenta aniversário do Tour de France, a classificação por pontos voltou-se a introduzir, mas desta vez como uma classificação secundária. O líder desta classificação recebia um maillot distintivo, do mesmo modo como passa com o líder da geral, nesta ocasião, um maillot verde. Escolheu-se a cor verde porque o patrocinador era uma marca de tallagespa.
Em 1968 o maillot distintivo foi excepcionalmente vermelho para comprazer os patrocinadores.

## Situação actual
Na actualidade a classificação por pontos calcula-se somando os pontos obtidos na etapa e restando pontos de penalização. Os pontos são outorgados aos ciclistas em função do lugar em que cruzam a linha de meta ou a linha do sprint intermediário, bem como aos ciclistas com o melhor tempo na ou as provas de contrarrelógio individual.
A partir de 2011, o esquema utilizou-se a seguinte:
|                         |                         | 1º | 2º | 3º | 4º | 5º | 6º | 7º | 8º | 9º | 10º | 11º | 12º | 13º | 14º | 15º |
| ----------------------- | ----------------------- | -- | -- | -- | -- | -- | -- | -- | -- | -- | --- | --- | --- | --- | --- | --- |
| Etapa plana             | etapa plana             | 45 | 35 | 30 | 26 | 22 | 20 | 18 | 16 | 14 | 12  | 10  | 8   | 6   | 4   | 2   |
| Etapa em media montanha | etapa em media montanha | 30 | 25 | 22 | 19 | 17 | 15 | 13 | 11 | 9  | 7   | 6   | 5   | 4   | 3   | 2   |
| Etapa de alta montanha  | etapa de alta montanha  | 20 | 17 | 15 | 13 | 11 | 10 | 9  | 8  | 7  | 6   | 5   | 4   | 3   | 2   | 1   |
| Contrarrelógio          | contrarrelógio          | 20 | 17 | 15 | 13 | 11 | 10 | 9  | 8  | 7  | 6   | 5   | 4   | 3   | 2   | 1   |
|                         | esprint intermediário   | 20 | 17 | 15 | 13 | 11 | 10 | 9  | 8  | 7  | 6   | 5   | 4   | 3   | 2   | 1   |

Até a 2010 os pontos eram outorgados segundo este esquema:
|                         |                         | 1º | 2º | 3º | 4º | 5º | 6º | 7º | 8º | 9º | 10º | 11º | 12º | 13º | 14º | 15º | 16º | 17º | 18º | 19º | 20º | 21º | 22º | 23º | 24º | 25º |
| ----------------------- | ----------------------- | -- | -- | -- | -- | -- | -- | -- | -- | -- | --- | --- | --- | --- | --- | --- | --- | --- | --- | --- | --- | --- | --- | --- | --- | --- |
| Etapa plana             | etapa plana             | 35 | 30 | 26 | 24 | 22 | 20 | 19 | 18 | 17 | 16  | 15  | 14  | 13  | 12  | 11  | 10  | 9   | 8   | 7   | 6   | 5   | 4   | 3   | 2   | 1   |
| etapa em media montanha | etapa em media montanha | 25 | 22 | 20 | 18 | 16 | 15 | 14 | 13 | 12 | 11  | 10  | 9   | 8   | 7   | 6   | 5   | 4   | 3   | 2   | 1   |     |     |     |     |     |
| Etapa de alta montanha  | Etapa de alta montanha  | 20 | 17 | 15 | 13 | 12 | 10 | 9  | 8  | 7  | 6   | 5   | 4   | 3   | 2   | 1   |     |     |     |     |     |     |     |     |     |     |
| Contrarellotge          | contrarrelógio          | 15 | 12 | 10 | 8  | 6  | 5  | 4  | 3  | 2  | 1   |     |     |     |     |     |     |     |     |     |     |     |     |     |     |     |
|                         | sprint intermediário    | 6  | 4  | 2  |    |    |    |    |    |    |     |     |     |     |     |     |     |     |     |     |     |     |     |     |     |     |

## Palmarés
| Ano  | Corredor                 | Equipa                           | Pontos | Outras classificações                    |
| ---- | ------------------------ | -------------------------------- | ------ | ---------------------------------------- |
| 1953 | Fritz Schär              | Suíça                            | 271    | -                                        |
| 1954 | Ferdi Kübler             | Suíça                            | 215,5  | -                                        |
| 1955 | Stan Ockers              | Bélgica                          | 322    | -                                        |
| 1956 | Stan Ockers              | Bélgica                          | 280    | -                                        |
| 1957 | Jean Forestier           | França                           | 301    | -                                        |
| 1958 | Jean Graczyk             | França                           | 347    | -                                        |
| 1959 | André Darrigade          | França                           | 613    | -                                        |
| 1960 | Jean Graczyk             | França                           | 74     | Combatividad                             |
| 1961 | André Darrigade          | França                           | 174    | -                                        |
| 1962 | Rudi Altig               | Saint-Raphaël-Helyett-Hutchinson | 173    | -                                        |
| 1963 | Rik Van Looy             | G.B.C.-Libertas                  | 275    | Combatividade                            |
| 1964 | Jan Janssen              | Pelforth-Sauvage-Lejeune         | 208    | -                                        |
| 1965 | Jan Janssen              | Pelforth-Sauvage-Lejeune         | 144    | -                                        |
| 1966 | Willy Planckaert         | Roméo-Smith's                    | 211    | -                                        |
| 1967 | Jan Janssen              | Holanda                          | 154    | -                                        |
| 1968 | Franco Bitossi           | Itália                           | 241    | Combinada                                |
| 1969 | Eddy Merckx              | Faema                            | 244    | General Montanha Combatividade Combinada |
| 1970 | Walter Godefroot         | Salvarani                        | 212    | Combinada                                |
| 1971 | Eddy Merckx              | Molteni                          | 202    | General Combinada                        |
| 1972 | Eddy Merckx              | Molteni                          | 196    | General Combinada                        |
| 1973 | Herman Van Springel      | Rokado-De Gribaldy               | 187    | -                                        |
| 1974 | Patrick Sercu            | Brooklyn                         | 283    | -                                        |
| 1975 | Rik Van Linden           | Bianchi-Campagnolo               | 342    | -                                        |
| 1976 | Freddy Maertens          | Velda-Flandria                   | 293    | -                                        |
| 1977 | Jacques Esclassan        | Peugeot-Esso-Michelin            | 236    | -                                        |
| 1978 | Freddy Maertens          | Velda-Lano-Flandria              | 242    | -                                        |
| 1979 | Bernard Hinault          | Renault-Gitane                   | 253    | Geral                                    |
| 1980 | Rudy Pevenage            | IJsboerke-Warncke Eis            | 194    | Sprints intermediários                   |
| 1981 | Freddy Maertens          | Sunair-Sport                     | 428    | Sprints intermediários                   |
| 1982 | Sean Kelly               | Sem-France Loire                 | 429    | Sprints intermediários                   |
| 1983 | Sean Kelly               | Sem-France Loire                 | 360    | Sprints intermediários                   |
| 1984 | Frank Hoste              | Europ Decor-Boule d'Or           | 322    | -                                        |
| 1985 | Sean Kelly               | Skil-Sem                         | 434    | -                                        |
| 1986 | Eric Vanderaerden        | Panasonic                        | 277    | -                                        |
| 1987 | Jean-Paul van Poppel     | Superconfex-Yoko                 | 263    | -                                        |
| 1988 | Eddy Planckaert          | AD Renting                       | 278    | -                                        |
| 1989 | Sean Kelly               | PDM                              | 277    | Sprints intermediários                   |
| 1990 | Olaf Ludwig              | Panasonic                        | 256    | -                                        |
| 1991 | Djamolidine Abdoujaparov | Carreira Jeans                   | 316    | -                                        |
| 1992 | Laurent Jalabert         | ONZE                             | 293    | -                                        |
| 1993 | Djamolidine Abdoujaparov | Lampre-Polti                     | 298    | -                                        |
| 1994 | Djamolidine Abdoujaparov | Team Polti                       | 322    | -                                        |
| 1995 | Laurent Jalabert         | ONZE                             | 333    | -                                        |
| 1996 | Erik Zabel               | Deutsche Telekom                 | 335    | -                                        |
| 1997 | Erik Zabel               | Deutsche Telekom                 | 350    | -                                        |
| 1998 | Erik Zabel               | Deutsche Telekom                 | 327    | -                                        |
| 1999 | Erik Zabel               | Deutsche Telekom                 | 323    | -                                        |
| 2000 | Erik Zabel               | Deutsche Telekom                 | 321    | -                                        |
| 2001 | Erik Zabel               | Deutsche Telekom                 | 252    | -                                        |
| 2002 | Robbie McEwen            | Lotto-Adecco                     | 280    | -                                        |
| 2003 | Baden Cooke              | Française des Jeux               | 216    | -                                        |
| 2004 | Robbie McEwen            | Lotto-Domo                       | 272    | -                                        |
| 2005 | Thor Hushovd             | Crédit Agricole                  | 194    | -                                        |
| 2006 | Robbie McEwen            | Davitamon-Lotto                  | 288    | -                                        |
| 2007 | Tom Boonen               | Quick Step-Innergetic            | 256    | -                                        |
| 2008 | Óscar Freire             | Rabobank                         | 270    | -                                        |
| 2009 | Thor Hushovd             | Cervélo Teste Team               | 255    | -                                        |
| 2010 | Alessandro Petacchi      | Lampre-Farnese Vini              | 243    | -                                        |
| 2011 | Mark Cavendish           | HTC-Highroad                     | 334    | -                                        |
| 2012 | Peter Sagan              | Liquigas-Cannondale              | 421    | -                                        |
| 2013 | Peter Sagan              | Cannondale Pro Cycling           | 409    | -                                        |
| 2014 | Peter Sagan              | Cannondale                       | 431    | -                                        |
| 2015 | Peter Sagan              | Tinkoff-Saxo                     | 432    | -                                        |
| 2016 | Peter Sagan              | Tinkoff                          | 470    | Combatividade                            |
| 2017 | Michael Matthews         | Team Sunweb                      | 370    | -                                        |
| 2018 | Peter Sagan              | Bora-Hansgrohe                   | 477    | -                                        |

### Ciclistas com mais vitórias
| Pos. | Ciclista                 | Vitórias | Anos                               |
| ---- | ------------------------ | -------- | ---------------------------------- |
| 1    | Erik Zabel               | 6        | 1996, 1997, 1998, 1999, 2000, 2001 |
|      | Peter Sagan              | 6        | 2012, 2013, 2014, 2015, 2016, 2018 |
| 3    | Sean Kelly               | 4        | 1982, 1983, 1985, 1989             |
| 4    | Robbie McEwen            | 3        | 2002, 2004, 2006                   |
|      | Djamolidine Abdoujaparov | 3        | 1991, 1993, 1994                   |
|      | Freddy Maertens          | 3        | 1976, 1978, 1981                   |
|      | Eddy Merckx              | 3        | 1969, 1971, 1972                   |
|      | Jan Janssen              | 3        | 1964, 1965, 1967                   |
| 9    | Thor Hushovd             | 2        | 2005, 2009                         |
|      | Laurent Jalabert         | 2        | 1992, 1995                         |
|      | André Darrigade          | 2        | 1959, 1961                         |
|      | Jean Graczyk             | 2        | 1958, 1960                         |
|      | Stan Ockers              | 2        | 1955, 1956                         |

### Vencedores por país
| Pos. | País          | Último vencedor                 | Vitórias |
| ---- | ------------- | ------------------------------- | -------- |
| 1    | Bélgica       | Tom Boonen (2008)               | 19       |
| 2    | França        | Laurent Jalabert (1995)         | 9        |
| 3    | Alemanha      | Erik Zabel (2001)               | 8        |
| 4    | Eslováquia    | Peter Sagan (2018)              | 6        |
| 5    | Países Baixos | Jean-Paul van Poppel (1987)     | 4        |
| 5    | Irlanda       | Sean Kelly (1985)               | 4        |
| 5    | Austrália     | Robbie McEwen (2006)            | 4        |
| 8    | Uzbequistão   | Djamolidine Abdoujaparov (1994) | 3        |
| 9    | Itália        | Alessandro Petacchi (2010)      | 2        |
| 9    | Suíça         | Ferdi Kübler (1954)             | 2        |
| 9    | Noruega       | Thor Hushovd (2009)             | 2        |
| 12   | Espanha       | Óscar Freire (2008)             | 1        |
| 12   | Reino Unido   | Mark Cavendish (2011)           | 1        |